# Winfred Yavi
Winfred Mutile Yavi (Nairobi, 31 de diciembre de 1999) es una deportista bareiní nacida en Kenia que compite en atletismo, especialista en las carreras de obstáculos.
Participó en dos Juegos Olímpicos de Verano, obteniendo una medalla de oro en París 2024, en la prueba de 3000 m obstáculos, y el décimo lugar en Tokio 2020, en la misma prueba.
Ganó una medalla de oro en el Campeonato Mundial de Atletismo de 2023, en los 3000 m obstáculos.

## Palmarés internacional
| Juegos Olímpicos   | Juegos Olímpicos   | Juegos Olímpicos | Juegos Olímpicos  |
| Año                | Lugar              | Medalla          | Prueba            |
| ------------------ | ------------------ | ---------------- | ----------------- |
| 2024               | París (Francia)    | Medalla de oro   | 3000 m obstáculos |
| Campeonato Mundial |                    |                  |                   |
| Año                | Lugar              | Medalla          | Prueba            |
| 2023               | Budapest (Hungría) | Medalla de oro   | 3000 m obstáculos |